# Каменный (приток Шомбы)
Каменный — ручей в России, протекает по территории Юшкозерского сельского поселения Калевальского района Республики Карелии. Длина ручья — 13 км.
Каменный берёт начало из озера Кивиярви на высоте 158,2 м над уровнем моря.
Течёт преимущественно в юго-восточном направлении по заболоченной местности.
Ручей в общей сложности имеет два малых притока суммарной длиной 4,0 км.
Втекает левым берегом в реку Шомбу, впадающую в реку Кемь.
Населённые пункты на Каменном отсутствуют.
Код объекта в государственном водном реестре — 02020001012202000004624.